# Charles Bargue
Charles Bargue (Parijs, ca. 1826/1827 – Parijs, 6 april 1883) was een Franse schilder en lithograaf, bekend om de invloedrijke tekenles (Cours de dessin) die hij in samenwerking met Jean-Léon Gérôme ontwierp. 

## Biografie
Bargue was een leerling van Gérôme en wordt geroemd voor zijn opmerkelijke techniek en oog voor detail. Mede als gevolg van zijn relatief vroege overlijden heeft Bargue een bescheiden oeuvre achter gelaten. Er zijn ongeveer vijftig schilderijen van hem bekend waarvan ongeveer de helft nog is te lokaliseren. De meeste van deze schilderijen bevinden zich in privé collecties. Zijn vroege werken kenmerken zich door scenes passend bij het Oriëntalisme, zijn latere werken zijn historische scenes die teruggaan naar de Franse achttiende eeuw. 
In 1848 exposeerde Bargue met een schilderij op de Parijse Salon en in 1869 exposeerde hij op de Salon met twee lithografieën.
In 1852 verzorgde Bargue de lithografieën van de tekeningen van Henri de Montaut voor het album Bagnères de Bigorre - Le Casino. Een album met landschappen uit de Pyreneeën.

## Cours de dessin
In zijn Cours de dessin, door Goupil & Cie gepubliceerd tussen 1866 en 1871, waren 197 losse lithografieën te zien. De tekencursus bestaat uit drie delen, tekeningen naar afgietsels, master tekeningen en mannelijke modellen. De cursus was gericht op beginnende studenten aan de kunstacademie. Door het kopiëren van de lithografieën leerde ze uiteindelijk om ook objecten en personen uit hun directe omgeving na te tekenen. Van onder meer Pablo Picasso en Vincent van Gogh is bekend dat zij gebruik hebben gemaakt van de technieken van Bargue en Gérôme.
In een brief van Van Gogh aan zijn broer Theo zegt hij hier zelf over:

Veel naaktstudies heb ik nog niet doch er zijn er bij die bijzonder veel hebben van de Bargues, zijn zij daarom minder oorspronkelijk? Het komt misschien veeleer omdat ik door de Bargues de natuur onder de oogen heb leeren zien.

## Werken

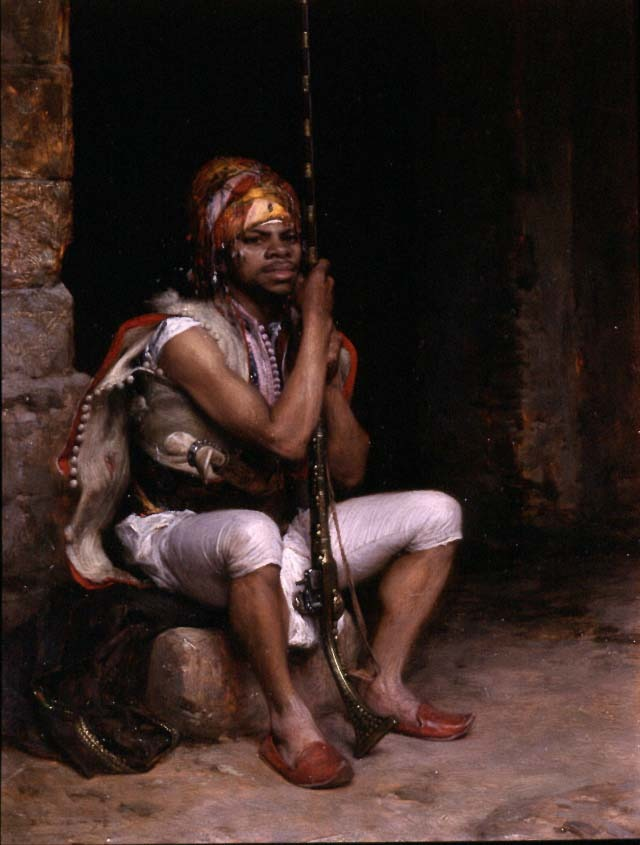
De schildwacht, 1872
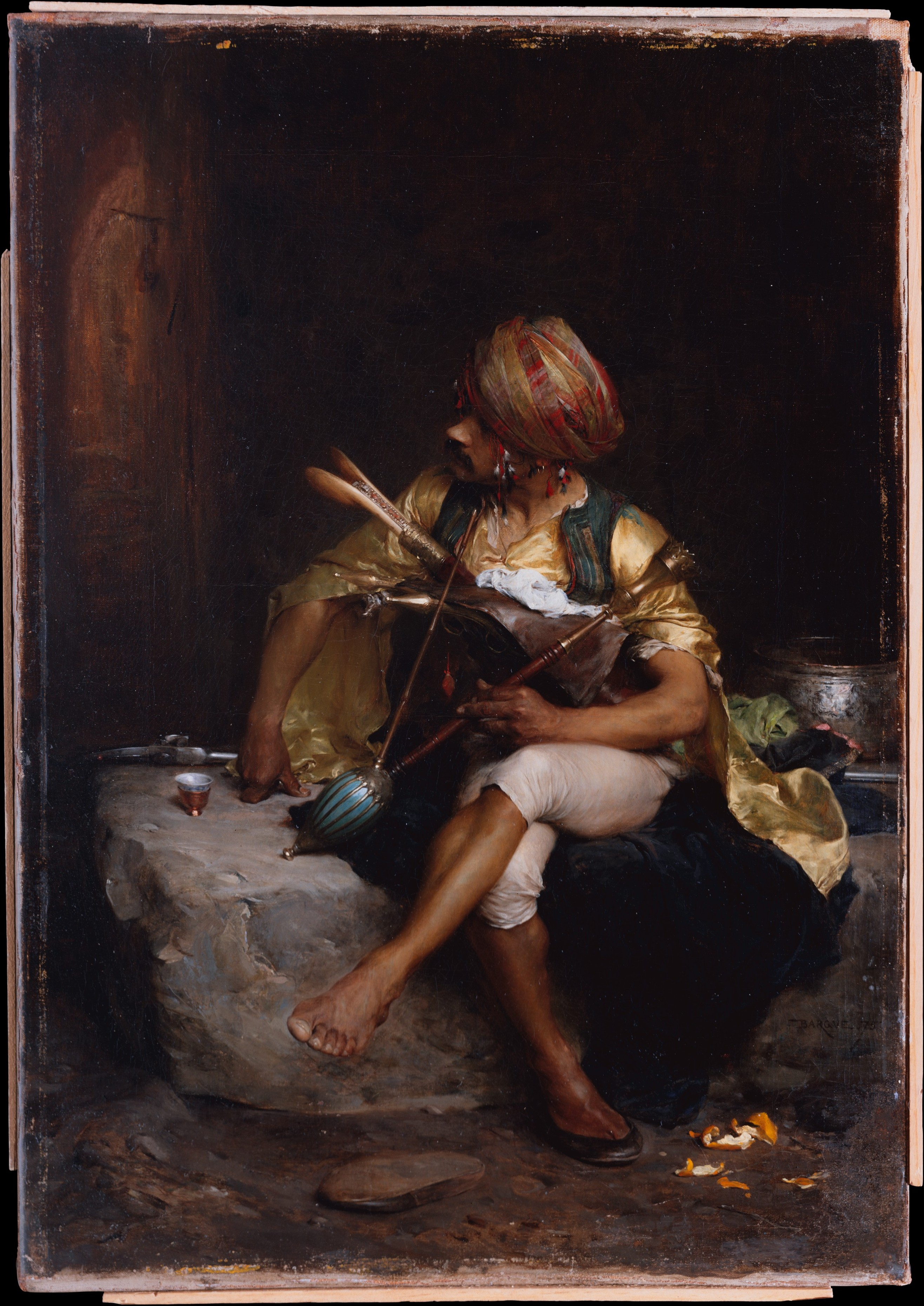
Een Bashi-Bazouk, 1875
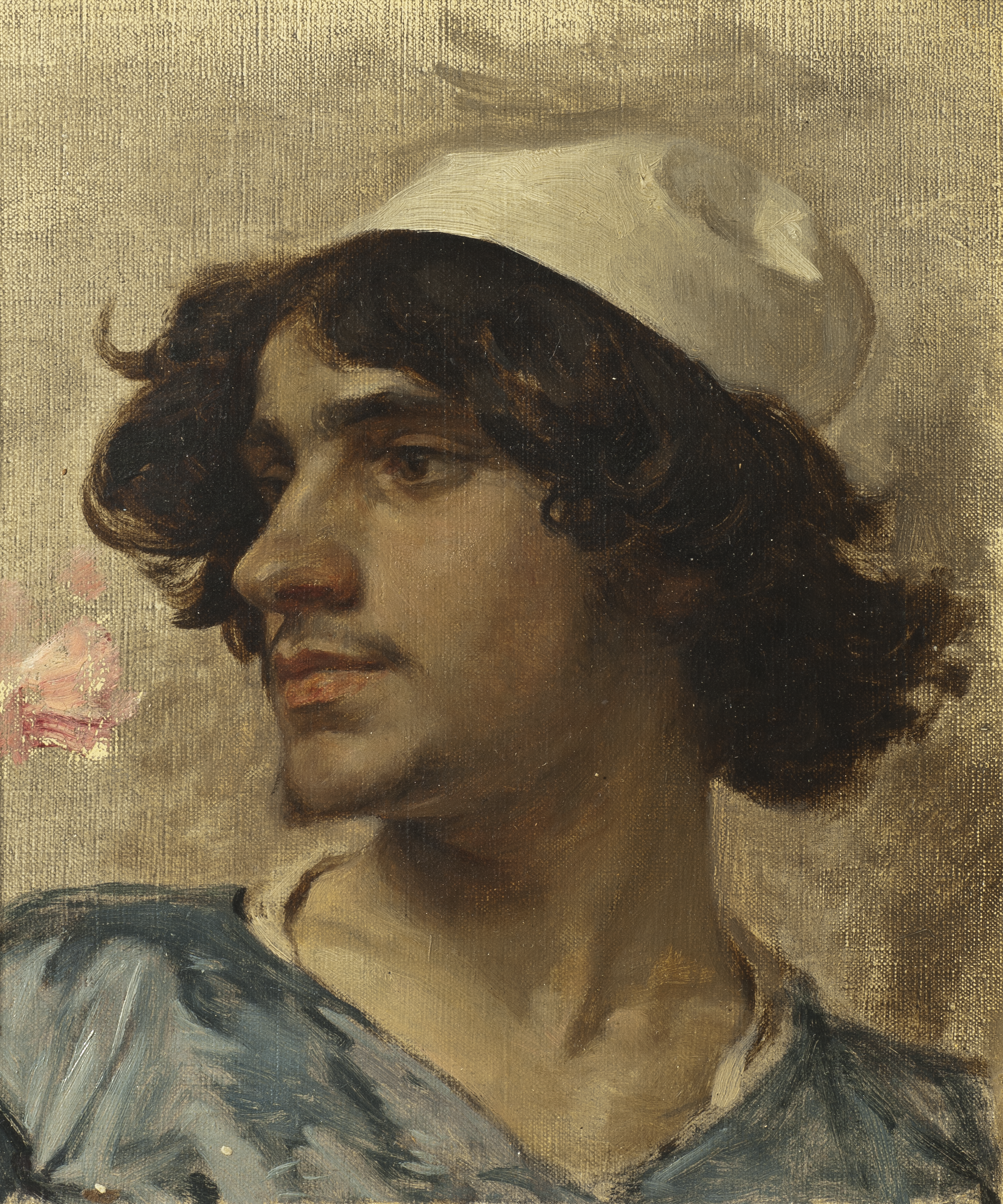
Hoofd van jongeman, (Studie) circa 1876
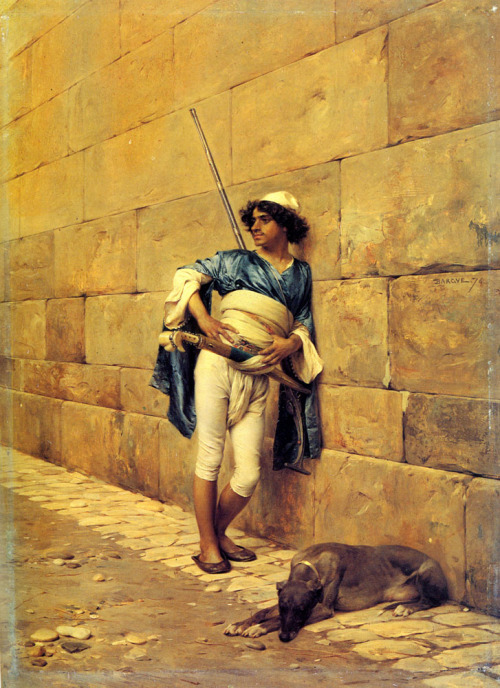
De Albanese schildwacht, 1876
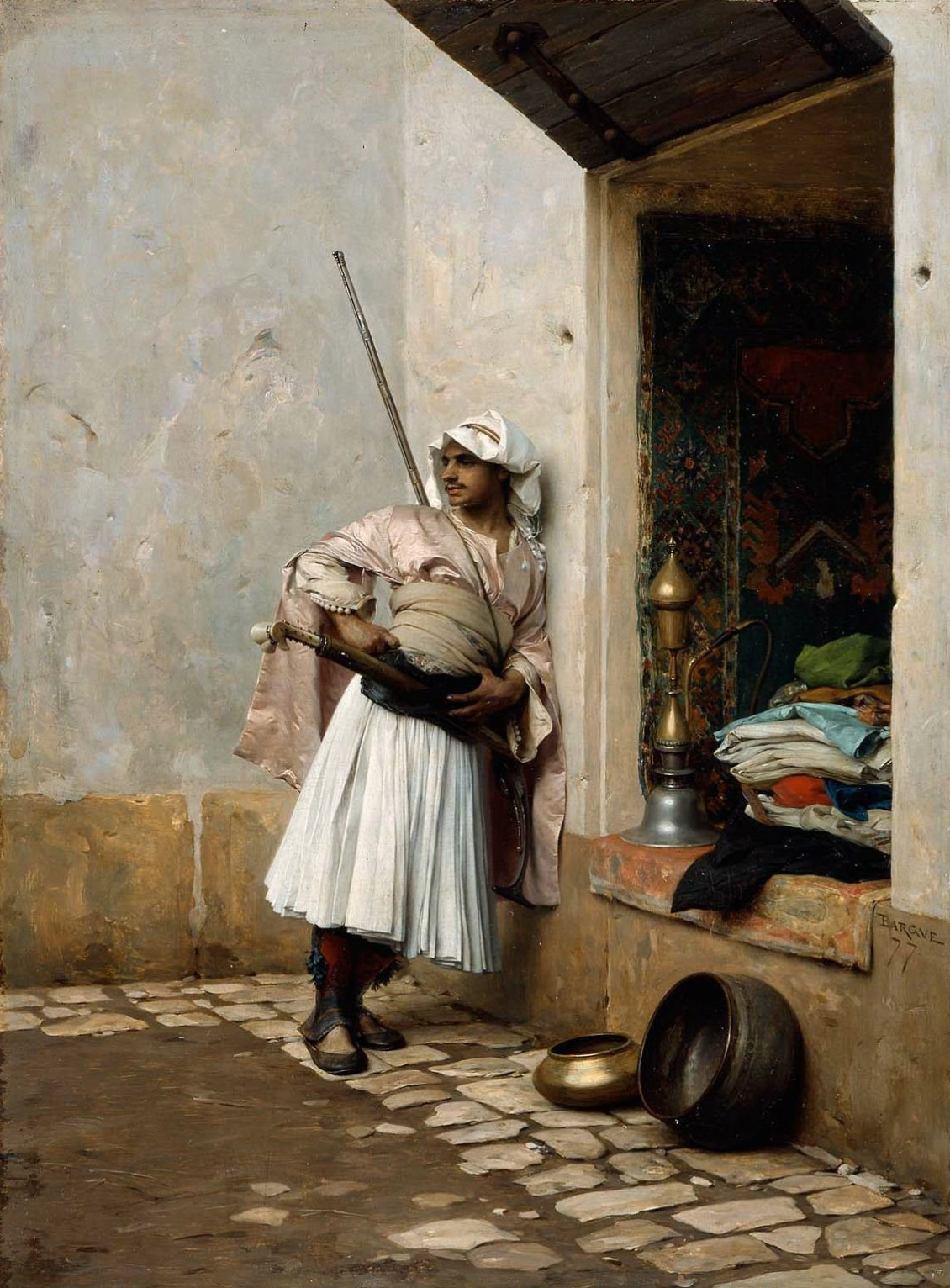
De Albanese schildwacht in Caïro, 1877
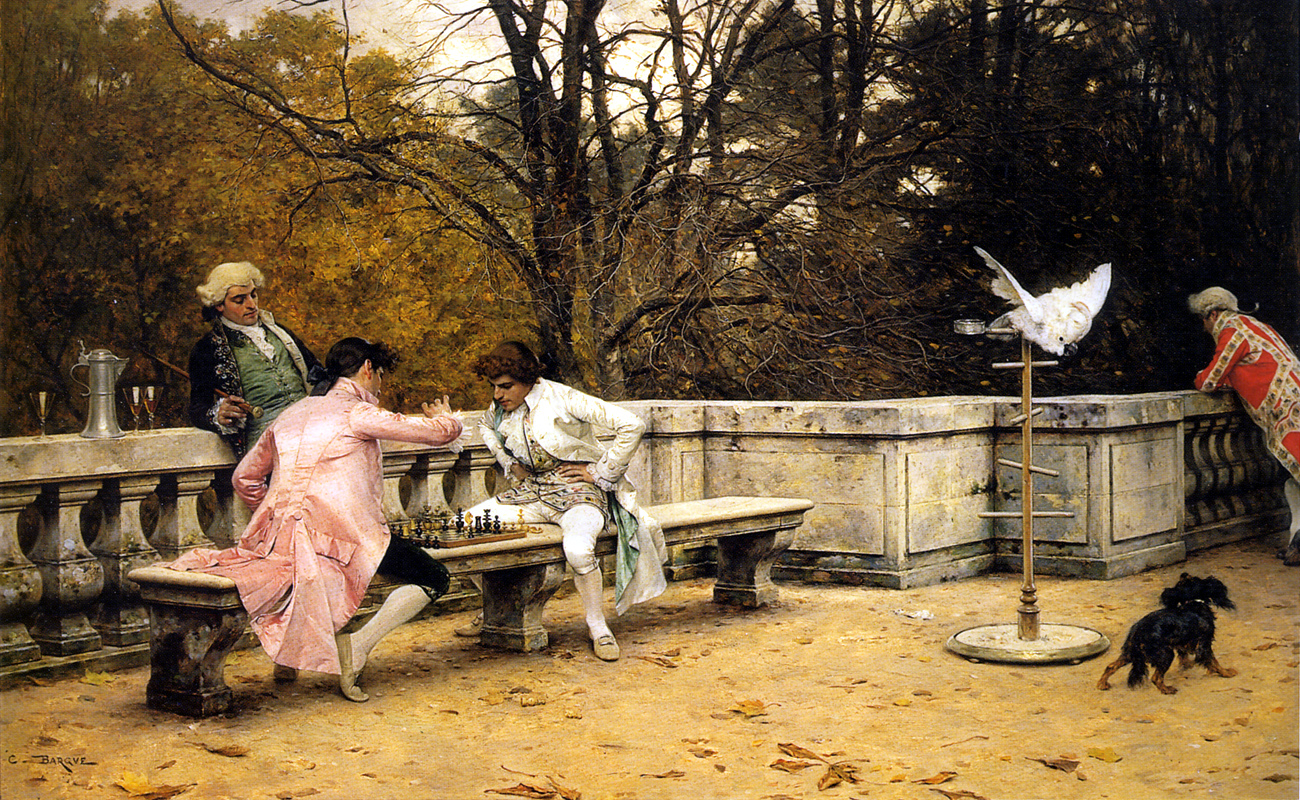
Het schaakspel, jaartal onbekend

- Bibliothèque nationale de France: cb14533919t (data)
- Gemeinsame Normdatei: 128569115
- International Standard Name Identifier: 0000 0001 1622 9481
- KulturNav: 5455889c-8d7c-4ca8-a9dd-d72988f66d70
- Library of Congress Control Number: nr2004017772
- RKD-Nederlands Instituut voor Kunstgeschiedenis: 100791
- SNAC: w6dn88r9
- Système universitaire de documentation: 075411547
- Union List of Artist Names: 500020513
- Virtual International Authority File: 37975079
- WorldCat: E39PBJq6TxmJvhqRCPm6RbvPwC